# 1324 Knysna
1324 Knysna eller 1934 LL är en asteroid i huvudbältet som upptäcktes 15 juni 1934 av den sydafrikanske astronomen Cyril V. Jackson i Johannesburg. Det har fått sitt namn efter den sydafrikanska kuststaden Knysna.
Asteroiden har en diameter på ungefär 6 kilometer och den tillhör asteroidgruppen Flora.